# Ingoldisthorpe
 (juillet 2023).
Ingoldisthorpe est une paroisse civile et un village du Norfolk, en Angleterre.